# Cristhian Rivas
Crist(h)ian Alberto Rivas Castro (ur. 12 czerwca 1995) – ekwadorski zapaśnik walczący w stylu klasycznym. Zajął szóste miejsce na igrzyskach panamerykańskich w 2019. Brązowy medalista mistrzostw panamerykańskich w 2020; piąty w 2019. Mistrz panamerykański kadetów w 2010 roku.